# Comunes de l'illa de la Reunió

Divisió comunal de l'illa de la Reunió.

L'illa de la Reunió compta amb 24 comunes. Aquestes comunes són d'una grandària considerable comparable als cantons de la metròpoli i el nombre de viles agrupades al voltant de la comuna és important. Aquestes 24 comunes són agrupades en 5 comunitats de comunes. Aquesta és la llista de les 24 comunes de l'illa de la Reunió per ordre alfabètic, amb llur codi INSEE i llur codi postal principal, així com la pertinença a les estructures intercomunals creades el 2005. Vegeu també la llista dels cantons.
| Codi INSEE | Codi Postal | Comuna                  | Intercomunalitat | Any de creació |
| ---------- | ----------- | ----------------------- | ---------------- | -------------- |
| 97401      | 97425       | Les Avirons             | CCSUD            | 1894           |
| 97402      | 97412       | Bras-Panon              | CIREST           | 1882           |
| 97424      | 97413       | Cilaos                  | CIVIS            | 1965           |
| 97403      | 97414       | Entre-Deux              | CCSUD            | 1882           |
| 97404      | 97427       | L'Étang-Salé            | CIVIS            | 1894           |
| 97405      | 97429       | Petite-Île              | CIVIS            | 1935           |
| 97406      | 97431       | La Plaine-des-Palmistes | CIREST           | 1899           |
| 97407      | 97420       | Le Port                 | TCO              | 1895           |
| 97408      | 97419       | La Possession           | TCO              | 1890           |
| 97409      | 97440       | Saint-André             | CIREST           | 1741           |
| 97410      | 97470       | Saint-Benoît            | CIREST           | 1733           |
| 97411      | 97400       | Saint-Denis             | CINOR            | 1689           |
| 97418      | 97438       | Sainte-Marie            | CINOR            | 1737           |
| 97419      | 97439       | Sainte-Rose             | CIREST           | 1790           |
| 97420      | 97441       | Sainte-Suzanne          | CINOR            | 1704           |
| 97412      | 97480       | Saint-Joseph            | CCSUD            | 1785           |
| 97413      | 97436       | Saint-Leu               | TCO              | 1790           |
| 97414      | 97450       | Saint-Louis             | CIVIS            | 1768           |
| 97415      | 97460       | Saint-Paul              | TCO              | 1663           |
| 97417      | 97442       | Saint-Philippe          | Cap              | 1830           |
| 97416      | 97410       | Saint-Pierre            | CIVIS            | 1735           |
| 97421      | 97433       | Salazie                 | CIREST           | 1899           |
| 97422      | 97430       | Le Tampon               | CCSUD            | 1925           |
| 97423      | 97426       | Trois-Bassins           | TCO              | 1897           |

## Intercomunalitat
23 de les 24 comunes de l'illa formen part d'una cooperació intercomunal.
- CIVIS, Comunitat d'aglomeració creada el 2002.
- CIREST, Comunitat d'aglomeració creada el 2002.
- CINOR, Comunitat d'aglomeració creada el 2001.
- TCO, Comunitat d'aglomeració creada el 2002.
- CCSUD, Comunitat de comunes creada el 1997.